# Jean-Baptiste Lemoyne (homme politique)
Pour les articles homonymes, voir Jean-Baptiste Lemoyne et Lemoyne.
Jean-Baptiste Lemoyne, né le 15 septembre 1977 à Bourg-la-Reine (Hauts-de-Seine), est un homme politique français.
Sénateur (apparenté Les Républicains) de l'Yonne à partir du 1er octobre 2014, il rejoint La République en marche (LREM) en 2017. Réélu le 27 septembre 2020, il est nommé, le 26 juillet 2020, secrétaire d'État chargé du Tourisme, des Français de l'étranger et de la Francophonie dans le gouvernement Castex, après avoir été secrétaire d'État auprès du ministre de l'Europe et des Affaires étrangères Jean-Yves Le Drian dans le gouvernement Philippe II. Il est nommé, en plus de ses fonctions, ministre délégué aux Petites et moyennes entreprises le 8 décembre 2021 à la suite de la démission d'Alain Griset.
En 2022, il n'est pas reconduit au sein du gouvernement et redevient sénateur.

## Biographie

### Origines
Ses racines icaunaises se trouvent à Vallery, petit village dont ses grands-parents sont originaires. Il a été scout.

### Collaborateur ministériel
En juin 2002, il est recruté comme collaborateur de Jean-François Copé. Il l’accompagne comme membre de son cabinet dans ses différents ministères en tant que conseiller technique chargé des relations avec le Parlement puis conseiller parlementaire lorsque Jean-François Copé occupe les fonctions suivantes :
- Secrétaire d'État aux Relations avec le Parlement, porte-parole du gouvernement (2002-2004)[3],
- Ministère délégué à l'Intérieur, porte-parole du gouvernement (2004)[4],
- Ministère délégué au Budget et à la Réforme de l’État, porte-parole du gouvernement[5].

### Conseiller général de l'Yonne
Le 5 mai 2021, il annonce passer le flambeau à  Christian Deschamps, maire d'Égriselles-le-Bocage, qui sera candidat au côté de Delphine Gremy.

### Maire de Vallery
En 2013, il s'oppose à la loi ouvrant le mariage aux couples de personnes de même sexe et participe aux manifestations contre celle-ci,.

### Sénateur de l'Yonne
En juin 2014, il n'a pas été investi par la commission nationale d'investiture de l'UMP, au moment où éclate l'affaire Bygmalion. La candidature de Jean-Baptiste Lemoyne est ainsi rejetée par 22 voix contre 16. En dépit du contexte politique interne difficile, il se présente en tant que candidat indépendant. Il est élu sénateur de l'Yonne, avec 44,6 % des voix le 27 septembre 2014, puis siège comme apparenté au groupe UMP[réf. souhaitée].
Il soutient Alain Juppé pour la primaire présidentielle des Républicains de 2016. Après la défaite de ce dernier, il cofonde avec Maël de Calan le club « Réussir l'alternance ! » en s'appuyant sur une trentaine d'experts ayant travaillé sur le projet du maire de Bordeaux.
Le 2 mars 2017, dans le cadre de l'affaire Fillon, il renonce à soutenir le candidat LR François Fillon à l'élection présidentielle et, le 15 mars, rallie Emmanuel Macron, candidat d'En marche !. Il démissionne alors de ses fonctions de secrétaire national des Républicains et de président de la fédération LR de l'Yonne.
Le 27 septembre 2020, Jean-Baptiste Lemoyne est réélu sénateur de l'Yonne, avec 52,56 % des suffrages exprimés. Il peut siéger au Sénat pendant un mois alors qu'il est toujours au gouvernement mais il ne peut pas voter ou toucher d’indemnités.

### Au Gouvernement
Le 21 juin 2017, il est nommé secrétaire d'État auprès du ministre de l'Europe et des Affaires étrangères Jean-Yves Le Drian dans le gouvernement Édouard Philippe (2). Il est notamment chargé du commerce extérieur, du tourisme et de la francophonie.
Il représente la France lors de la signature du pacte mondial sur les migrations à Marrakech, le 10 décembre 2018.
Le 26 juillet 2020, il est nommé secrétaire d'État chargé du Tourisme, des Français de l'étranger et de la Francophonie, toujours auprès du ministre de l'Europe et des Affaires étrangères dans le gouvernement Jean Castex.

#### Tourisme et crise sanitaire
Jean-Baptiste Lemoyne fait la promotion de la destination France. Dès le printemps 2020, en soutien aux professionnels du tourisme, il lance l'idée d'un « été bleu-blanc-rouge » et appelle les Français à redécouvrir la France. Il entame un tour d’Europe pour convaincre les clientèles européennes de réserver leurs vacances en France.
Après l'année blanche qu'ont connu les remontées mécaniques des stations de ski, il est chargé, le 11 mars 2021, avec Joël Giraud, de préparer le plan Avenir Montagne, qui vise à relancer les investissements, à financer la transition écologique et à diversifier l'offre touristique vers une « montagne 4 saisons ».
Le 3 juin 2021, il accompagne le Président de la République dans la première étape de son « pèlerinage laïc », dans le Lot, à Saint Cirq Lapopie. Emmanuel Macron y annonce un plan de reconquête et de transformation du tourisme, dont la mise en œuvre est confiée à Jean-Baptiste Lemoyne.

#### Français de l'étranger
Lui-même établi hors de France, durant 8 ans, à Berlin, et ayant été scolarisé dans l'enseignement français à l'étranger, à l'école Saint-Exupéry puis à l'école Victor Hugo, Jean-Baptiste Lemoyne rappelle régulièrement son attachement aux Français de l'étranger.
Dès le début de la crise pandémique, Jean-Baptiste Lemoyne organise avec Jean-Yves Le Drian, une vaste opération de « rapatriement » des touristes français bloqués à l'étranger à la suite des fermetures des frontières. Au terme de cette opération, ce sont 370 000 Français qui peuvent regagner le territoire national.
Il élabore également un dispositif de soutien aux Français de l'étranger mis en difficulté par les conséquences de la crise. Cela prend la forme d'un plan de 220 millions d'euros avec des volets sanitaire, social et éducatif.
Jean-Baptiste Lemoyne organise la stratégie vaccinale à destination des Français de l'étranger dans le cadre de la lutte contre l'épidémie de Covid-19. Si pour 80 % des Français de l'étranger, une vaccination locale est possible, les 20 % restants sont confrontés à des difficultés liées aux infrastructures locales, et à l'absence de vaccins homologués par l'Agence européenne des médicaments ou à leur nom prise en compte dans la campagne locale de vaccination. Le Secrétaire d'État, en lien avec les postes diplomatiques et le ministère de l'Europe et des Affaires étrangères, met en place des opérations d'envois de vaccins afin de garantir aux français une vaccination. Une première opération pilote est réalisée à Madagascar le 13 mai 2021.

#### Élections consulaires de 2021
En tant que Secrétaire d'État chargé des Français de l'étranger, Jean-Baptiste Lemoyne a notamment assuré l'organisation des élections consulaires qui permettent de désigner les conseillers des Français de l'étranger et les délégués consulaires et ceci malgré un contexte sanitaire très contraint dans de nombreux pays du monde.

### Retour au Sénat
Le 21 juin 2022, Jean-Baptiste Lemoyne redevient automatiquement sénateur un mois après la fin de ses fonctions gouvernementales.[source insuffisante]
Ancien opposant au mariage homosexuel et proche du mouvement anti-IVG Sens commun, il vote contre la constitutionnalisation du droit à l'avortement en 2024.

### Vie privée
Il est le compagnon de Frédérique Espagnac,.